# Arnaud Séka
Sylvestre Arnaud Séka (sinh ngày 30 tháng 10 năm 1985 ở Abomey) là một cầu thủ bóng đá người Bénin hiện tại thi đấu ở Bénin cho Tonnerre d'Abomey FC.

## Sự nghiệp quốc tế
Séka có màn ra mắt cho Đội tuyển bóng đá quốc gia Bénin tại Cúp bóng đá châu Phi 2010 ở Angola.